# John Olsson (arkitekt)

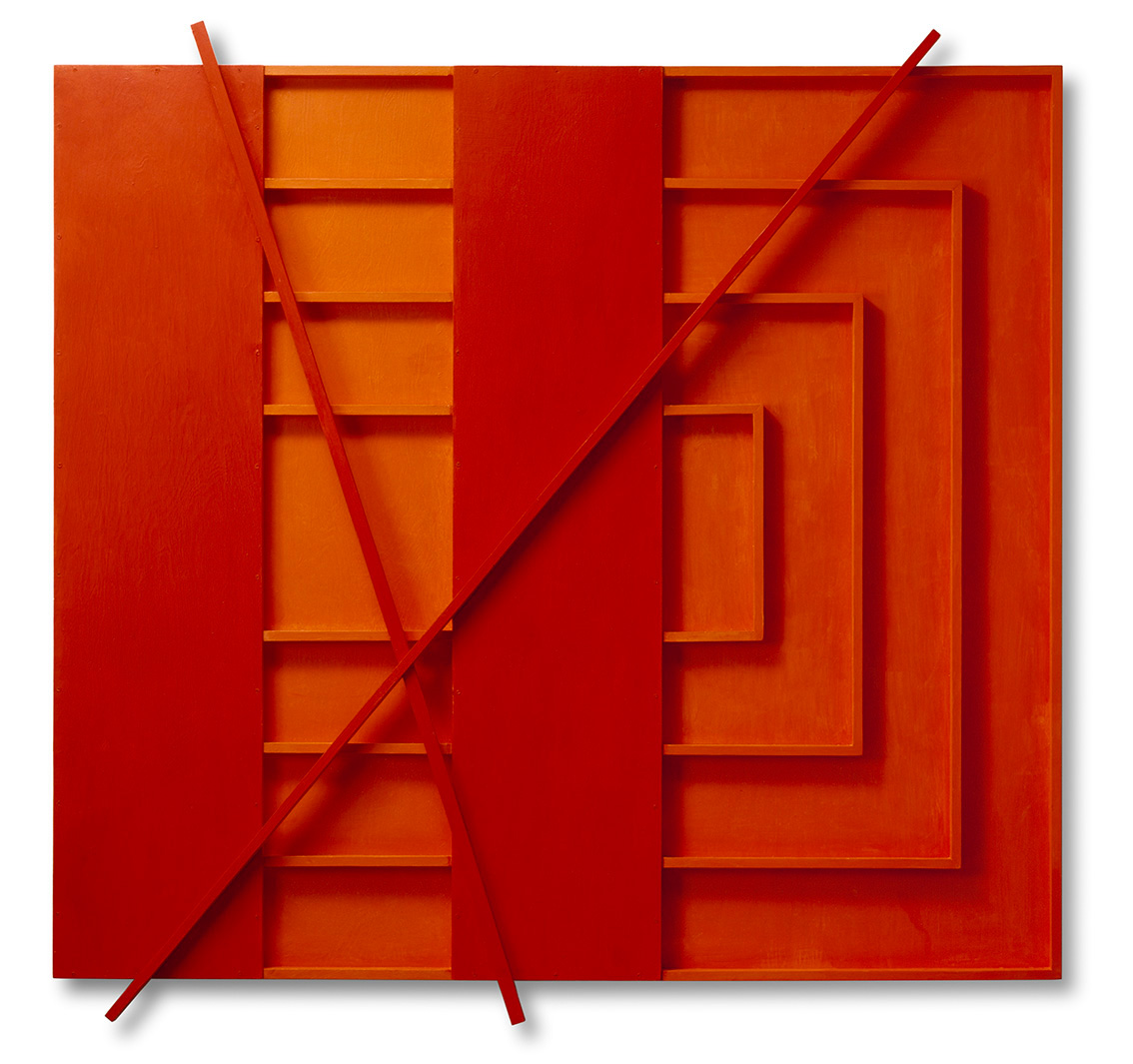
Orange object, 150x150 cm, 2002.

John Ove Olsson, född 29 januari 1929 i Hässleholm, död 11 april 2008 i Täby, var en svensk arkitekt och konstnär.

## Utbildning och verksamhet
John Olsson började sin arkitektutbildning vid Konstfackskolan i Stockholm, avdelning för möbler och inredningar 1950–1954, och utbildade sig vid Kungliga Tekniska högskolan (KTH) i Stockholm åren 1960–1963. Därefter engagerades han som arkitekt vid KTH och kom i samband därmed att vara konstnärlig medarbetare till Gunnar Henriksson i uppförandet av Arkitekturskolans byggnad på Östermalm, byggd i neobrutalistisk stil. 
Åren 1970–1999 ritade John Olsson byggnader för Kooperativa Förbundet. Han ritade såväl storskaliga industribyggnader för Karlshamns Oljefabriker som kontors- och bostadshus i Nacka. Under de senare åren var han ansvarig arkitekt för Kooperativa Förbundets kursgård Vår Gård i Saltsjöbaden där han bland annat ritade en museibyggnad och huset Strandtofta med cafeteria, bastu och motionslokaler.
Parallellt med sin verksamhet som arkitekt arbetade John Olsson som skulptör. Han hade sin första separatutställning 1982 på Telanders Galleri i Stockholm. Andra större utställningar visades på Millesgården, Prins Eugens Waldemarsudde och Konstakademien. John Olsson är representerad med två verk i Moderna Museets samling i Stockholm.
Olssons arkitektur har beskrivits som en del av klassisk svensk tradition där han gärna markerade modernistiska formideal, och strävade efter det rena och avskalade rummet. Detta har i vissa fall kritiserats; till exempel utsåg opinionsgruppen Arkitekturupproret Arkitekturskolans byggnad till Sveriges fulaste byggnad år 2020.
John Olsson var från 1956 gift med textilkonstnären Elisabet Hasselberg Olsson. Tillsammans fick de dottern Anna Nittve. Han är gravsatt i minneslunden på Täby norra begravningsplats.

## Separatutställningar i urval
- 1982	Telanders Galleri, Stockholm
- 1988	Arbeten, Millesgården, Lidingö
- 2003	ArkiArt, Waldemarsudde, Stockholm
- 2006	Lidingö Konsthall
- 2009	Minnesutställning, Konstakademien, Stockholm

## Skulpturer iModerna museetssamling[7]
- Organism, 2002
- Konfiguration, 2006

## Fotogalleri

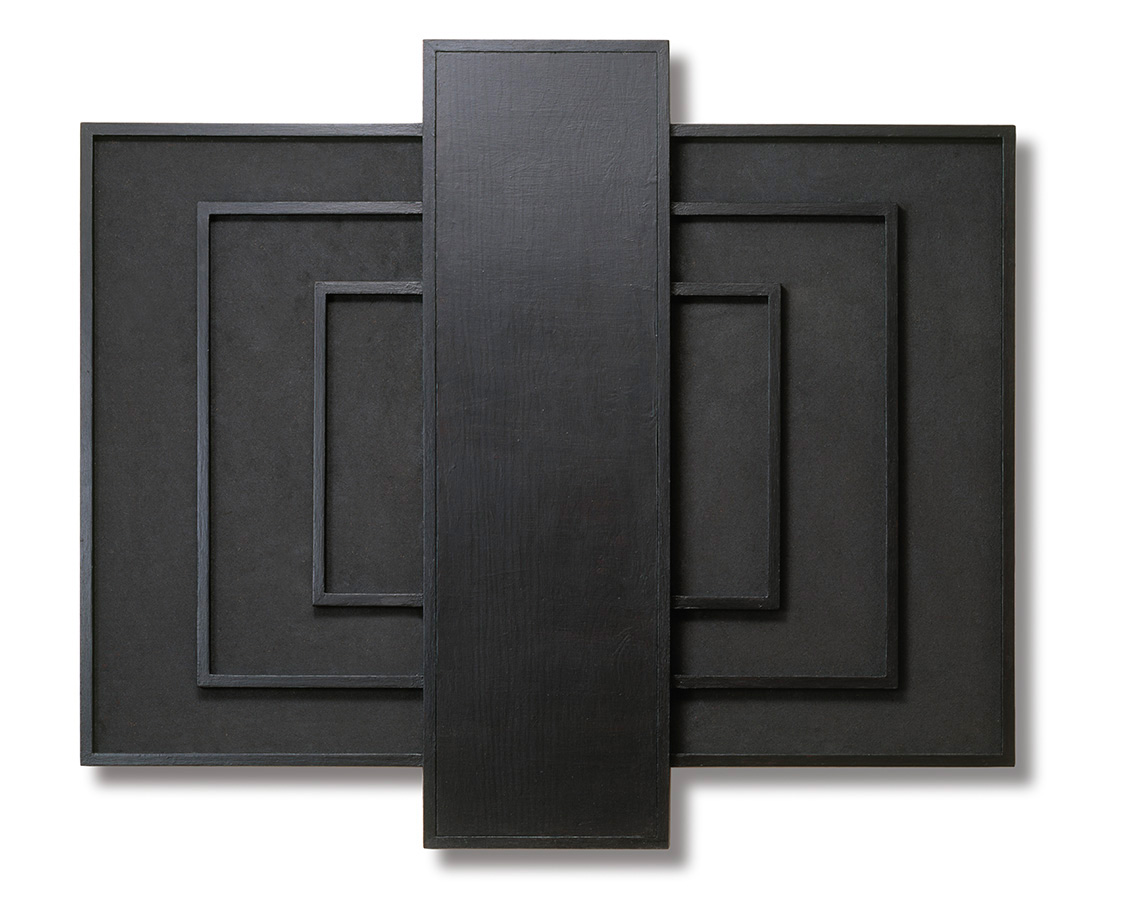
Organism, 138 * 160 cm, 2002. Moderna Museet, Stockholm
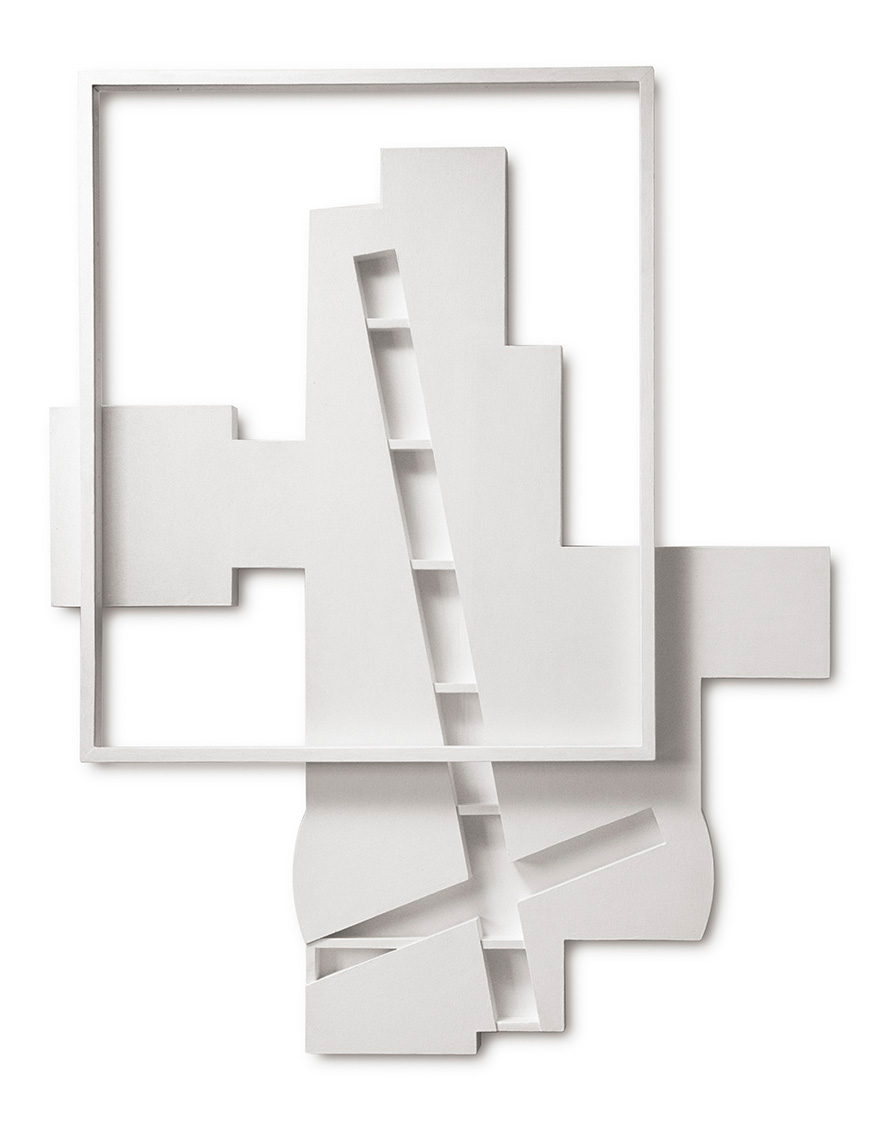
Konstruktion med ram, 160 * 128 cm, 1999.
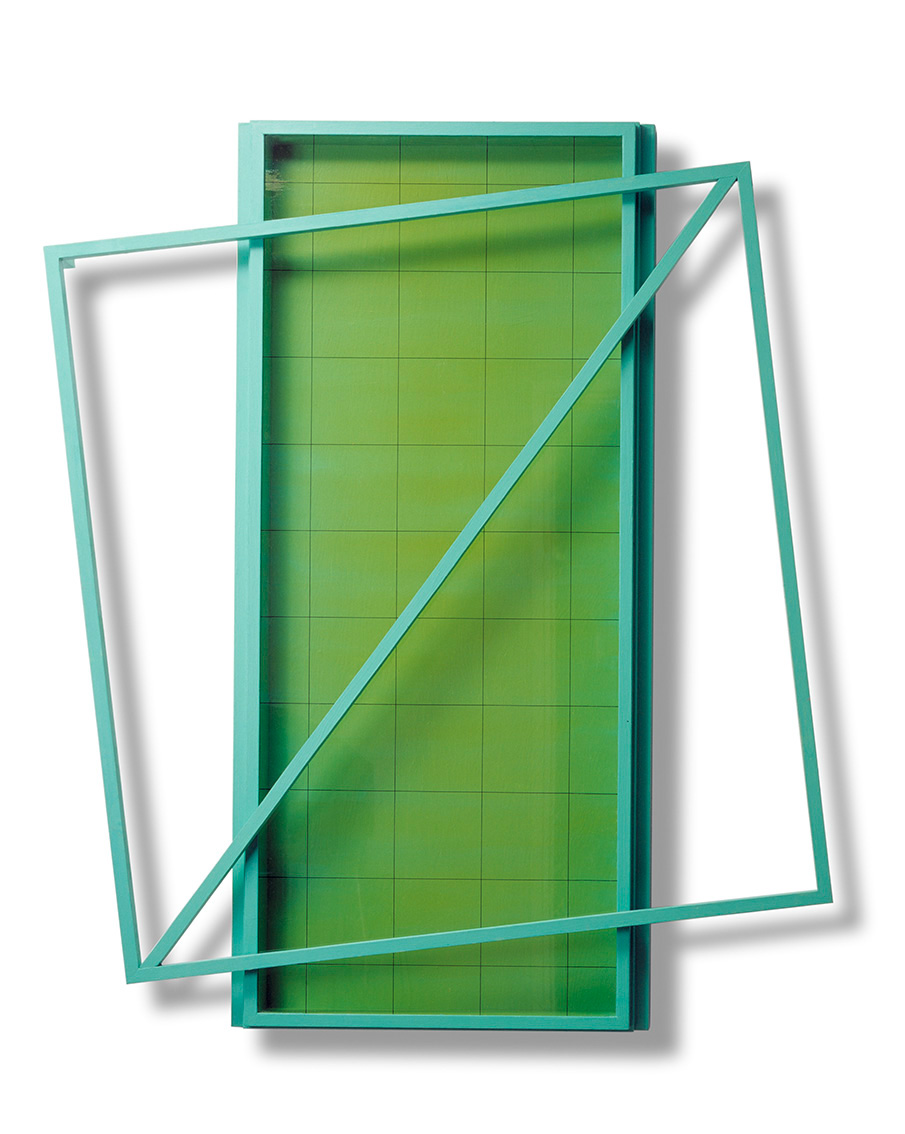
Tillsammans, 138 * 120 cm, 2001. Lidingö Stadshus
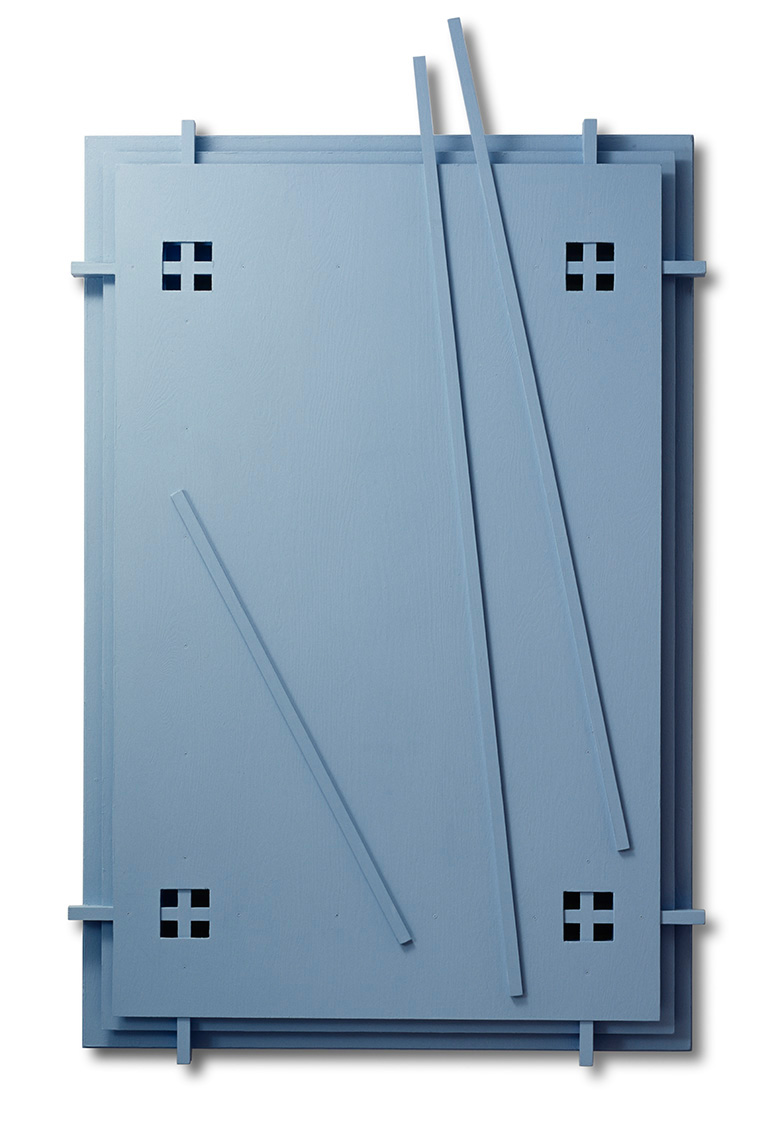
Under Uppbyggnad, 174 * 104 cm, 2002.